# مرد راه‌آهن (فیلم)
مرد راه‌آهن (به انگلیسی: The Railway Man) فیلم جنگی، محصول سال ۲۰۱۳ و به کارگردانی جاناتان تپلتزکی است. این فیلم اقتباسی از زندگی‌نامه ای تحت عنوان مرد راه‌آهن نوشتهٔ اریک لومکس است که در سال ۱۹۹۵ منتشر شد، و بازیگرانی همچون کالین فرث، نیکول کیدمن، جرمی ایروین، استلان اسکاشگورد در آن ایفای نقش می‌کنند. این فیلم اولین بار روز ۶ سپتامبر ۲۰۱۳، در فستیوال بین‌المللی فیلم تورنتو ۲۰۱۳ به نمایش درآمد. آهنگساز این فیلم دیوید هرشفلدر است. این فیلم در سایت IMDb دارای امتیاز ۷٫۱ می‌باشد.

## داستان فیلم
در طی جنگ جهانی دوم، اریک لومکس که افسر بریتانیایی است، توسط سربازان ژاپنی در سنگاپوربه اسارت گرفته می‌شود و به کمپ اسیران جنگی فرستاده می‌شود، در آنجا مجبور می‌شود در طرح ساخت راه‌آهن برمه- تایلند در شمال شبه‌جزیره مالایی کار کند. در هنگامی که به عنوان یکی از اسیران جنگی خاور دور در کمپ مشغول کار بود، به خاطر ساخت یک گیرنده رادیو، که از قطعات یدکی شکل گرفته بود، توسط کنپیتای (پلیس مخفی ارتش ژاپن) به شدت شکنجه می‌شود. شکنجه‌هایی همچون، ضرب و شتم و شکستن دست و پا، محروم شدن از غذا و احساس خفگی با ورود آب توسط شلنگ به دهان انجام می‌گیرد. از قرار معلوم، او به خاطر سوءظن نسبت به جاسوسی، با فرض استفاده از گیرنده رادیویی پخش اخبار بریتانیا، به عنوان فرستنده وارسال اطلاعات نظامی، مورد اتهام قرار گرفته بود. در واقع، او به منظور بالابردن روحیه خودش و دیگر اسیران هم گروهش، از اخبار رادیو استفاده می‌کرد. لومکس و اسیران هم گروهش که زنده مانده بودند، سرانجام توسط ارتش بریتانیا نجات یافتند.
بعد از گذشت سی سال، لومکس هنوز از آسیب‌های روانی ناشی از شکنجه‌های دوران اسارت رنج می‌برد، هر چند به شدت توسط همسرش، پاتریکیا، که آشنایی با همسرش در یکی از سفرهای فراوان لومکس با قطار، که علت سفرهای زیاد او به خاطر علاقهٔ فراوان به قطار بود، اتفاق افتاده بود، مورد حمایت همه‌جانبه قرار می‌گیرد. فینلی، بهترین دوست و همدست سابقش در کمپ اسیران جنگی، مدارکی برای او می‌آورد که نشان می‌دهد یکی از بازجویان، تاکاشی ناگاسه، مترجم پلیس مخفی ژاپن که در آن زمان برای کنتپای که اسیران بریتانیایی را شکنجه می‌کردند کار می‌کرد، اکنون در همان کمپ به عنوان راهنمای گردشگری در حال فعالیت است. قبل از اینکه لومکس با توجه به این مدارک بخواهد کاری انجام دهد، فینلی که نمی‌تواند با خاطرات تجربیاتش در دوران اسارت کنار بیاید، با حلق آویز کردن خودش از روی یک پل، دست به خودکشی می‌زند. لومکس به تنهایی به تایلند سفر می‌کند و به همان مکانی که مورد شکنجه واقع شده بود می‌رود تا «در تلاش برای رهایی از یک عمر کینه و نفرت» با ناگاسه مواجه شود. وقتی که با بازجوی سابق خود روبرو می‌شود، لومکس مشابه همان طریقی که ناگاسه و همکارانش در آن موقع، از او بازجویی می‌کردند، شروع به مطرح کردن سؤال‌ها می‌کند.
شرایط بین این دو نفر در آن وضعیت، تا جایی ادامه می‌یابد که لومکس آماده می‌شود تا دست ناگاسه را که روی دو عدد نشیمنگاه وی شکل مخصوص شکنجه قرار داده‌است، که این ابزار شکنجه توسط ژاپنی‌ها طراحی شده بود و اکنون به عنوان ادوات شکنجه در معرض گردشگران قرار داشت، با ضربه باتون خرد کند. به خاطر عذاب وجدان انجام شکنجه‌های آن دوران، ناگاسه هیچ مقاومتی در برابر اقدام لومکس نمی‌کند، ولی لومکس در آخرین لحظه منصرف می‌شود. لومکس، خنجری را که از قبل آماده کرده بود زیر گلوی ناگاسه قرار داده و او را تهدید می‌کند که گلویش را خواهد برید ولی باز اقدامی نمی‌کند، در نهایت او را به داخل قفس بامبو، همان قفسی که در آن زمان ژاپنی‌ها از این قفس‌ها برای مجازات لومکس و بسیاری از اسیران جنگی بهره می‌بردند، هل می‌دهد. طولی نمی‌کشد که ناگاسه اظهار می‌کند که ژاپنی‌ها (از جمله خود او) شستشوی مغزی داده شده بودند واینطور به آنها القا شده بود که فاتح جنگ خواهند بود و اینکه او از قتل و کشتار زیادی که توسط ارتش امپراتوری ژاپن انجام گرفته بود، بی‌خبر بوده‌است. سرانجام لومکس، ناگاسه را رها کرده، چاقوی خود را به درون رودخانه ای در آن حوالی انداخته و به بریتانیا بر می‌گردد.
به دنبال دریافت نامه ای صمیمانه از ناگاسه، که از اعمالی که در آن زمان انجام داده‌است احساس گناه می‌کند، لومکس به همراه پاتریکیا، به تایلند بازمی‌گردد. او بار دگیر ناگاسه را ملاقات می‌کند و در یک صحنه احساسی، همدیگر را در آغوش گرفته و یکدیگر را می‌بخشند. در پایان فیلم، این نکته خاطر نشان می‌شود که تا زمان مرگ ناگاسه در سال ۲۰۱۱، ارتباط دوستانه ای بین این دو نفر برقرار بود.

## بازیگران
- کالین فرث در نقش اریک لومکس
  - جرمی ایروین در نقش اریک لومکس جوان
- نیکول کیدمن در نقش پاتریکیا لومکس
- استلان اسکاشگورد در نقش فینلی
  - سام رید در نقش فینلی جوان
- هیرویوکی سانادا در نقش تاکاشی ناگاسه
  - تانورو ایشیدا در نقش تاکاشی ناگاسه جوان

## افتخارات
| جایزه                | بخش                                 | ذینفع                 | دستاورد    |
| -------------------- | ----------------------------------- | --------------------- | ---------- |
| جوایز اکتا (چهارمین) | بهترین فیلم                         | کریس براون            | کاندید شده |
| جوایز اکتا (چهارمین) | بهترین فیلم                         | بیل کوربیزلی          | کاندید شده |
| جوایز اکتا (چهارمین) | بهترین فیلم                         | اندی پترسون           | کاندید شده |
| جوایز اکتا (چهارمین) | بهترین فیلمنامهٔ اقتباسی             | اندی پترسون           | پیروز      |
| جوایز اکتا (چهارمین) | بهترین فیلمنامهٔ اقتباسی             | فرانک کوترل بویس      | پیروز      |
| جوایز اکتا (چهارمین) | بهترین فیلمبرداری                   | گری فیلیپس            | کاندید شده |
| جوایز اکتا (چهارمین) | Best Original Music Score           | دیوید هیرشفلدر        | پیروز      |
| جوایز اکتا (چهارمین) | Best Sound                          | گثین کراگ             | کاندید شده |
| جوایز اکتا (چهارمین) | Best Sound                          | کالین نیکولسان        | کاندید شده |
| جوایز اکتا (چهارمین) | Best Sound                          | اندرو پلین            | کاندید شده |
| جوایز اکتا (چهارمین) | Best Sound                          | کریگ والمسلی          | کاندید شده |
| جوایز اکتا (چهارمین) | بهترین طراحی لباس                   | لیزی گاردنر           | کاندید شده |
| جوایز ای سی اس       | جایزه میل برای بهترین فیلمبردار سال | گری فیلیپس            | پیروز      |
| جوایز ای سی اس       | سه‌پایه طلایی                        | گری فیلیپس            | پیروز      |
| جایزه ای اس ای       | بهترین تدوینگر فیلم بلند            | مارتین کانر           | کاندید شده |
| جوایز اف سی سی ای    | بهترین فیلم                         | کریس براون            | کاندید شده |
| جوایز اف سی سی ای    | بهترین فیلم                         | بیل کوربیزلی          | کاندید شده |
| جوایز اف سی سی ای    | بهترین فیلم                         | اندی پترسون           | کاندید شده |
| جوایز اف سی سی ای    | بهترین سناریو                       | اندی پترسون           | پیروز      |
| جوایز اف سی سی ای    | بهترین سناریو                       | فرانک کوترل بویس      | پیروز      |
| جوایز اف سی سی ای    | بهترین بازیگر مرد                   | کالین فرث             | کاندید شده |
| جوایز اف سی سی ای    | بهترین بازیگر زن                    | نیکول کیدمن           | کاندید شده |
| جوایز اف سی سی ای    | بهترین تدوینگر                      | مارتین کانر           | کاندید شده |
| جوایز اف سی سی ای    | بهترین طراحی تولید                  | استیو جونز-ایوانز     | کاندید شده |
| جایزه ساترن (41st)   | بهترین فیلم بین‌المللی               | بهترین فیلم بین‌المللی | کاندید شده |